# Station Waterloo
Station Waterloo is een spoorwegstation langs spoorlijn 124 (Brussel - Charleroi) in de Waals-Brabantse gemeente Waterloo.
In 2021 sloten de loketten hun deuren. Sindsdien is het een stopplaats.
Tijdens het weekend van 30-31 januari 2021 werd het stationsgebouw afgebroken om plaats te maken voor bijkomende sporen in het kader van het Gewestelijk ExpresNet. Het nieuwe stationsgebouw bevindt zich een 100 meter verder.

## Treindienst
| Serie | Treinsoort             | Route | Bijzonderheden |
| ----- | ---------------------- | --- | --- |
| S 1   | S-trein Brussel (NMBS) | Charleroi-Centraal – /Nijvel – Waterloo – Brussel-Zuid – Mechelen – Antwerpen-Centraal                            | Op zondag een deel Brussel-Noord - Nijvel en een deel Brussel-Zuid - Antwerpen-Centraal. Tijdens de week eerste en laatste ritten van/naar Charleroi-Centraal. |
| S 9   | GEN (NMBS)             | Landen – Leuven – Brussel-Schuman – Waterloo – Nijvel                                                             | Rijdt alleen op werkdagen. |
| S 19  | GEN (NMBS)             | [ Leuven – ] Brussels Airport-Zaventem – Brussel-Luxemburg – Waterloo – Eigenbrakel – Nijvel – Charleroi-Centraal | Rijdt in het weekend tussen Leuven en Nijvel. |

## Galerij

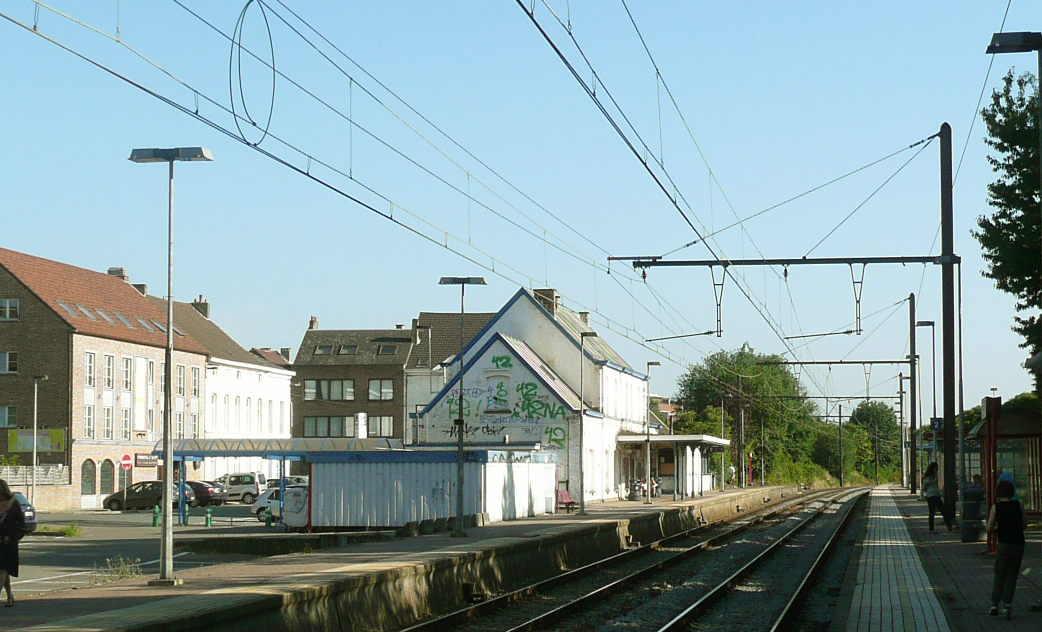
Oud en ondertussen afgebroken stationsgebouw van het station
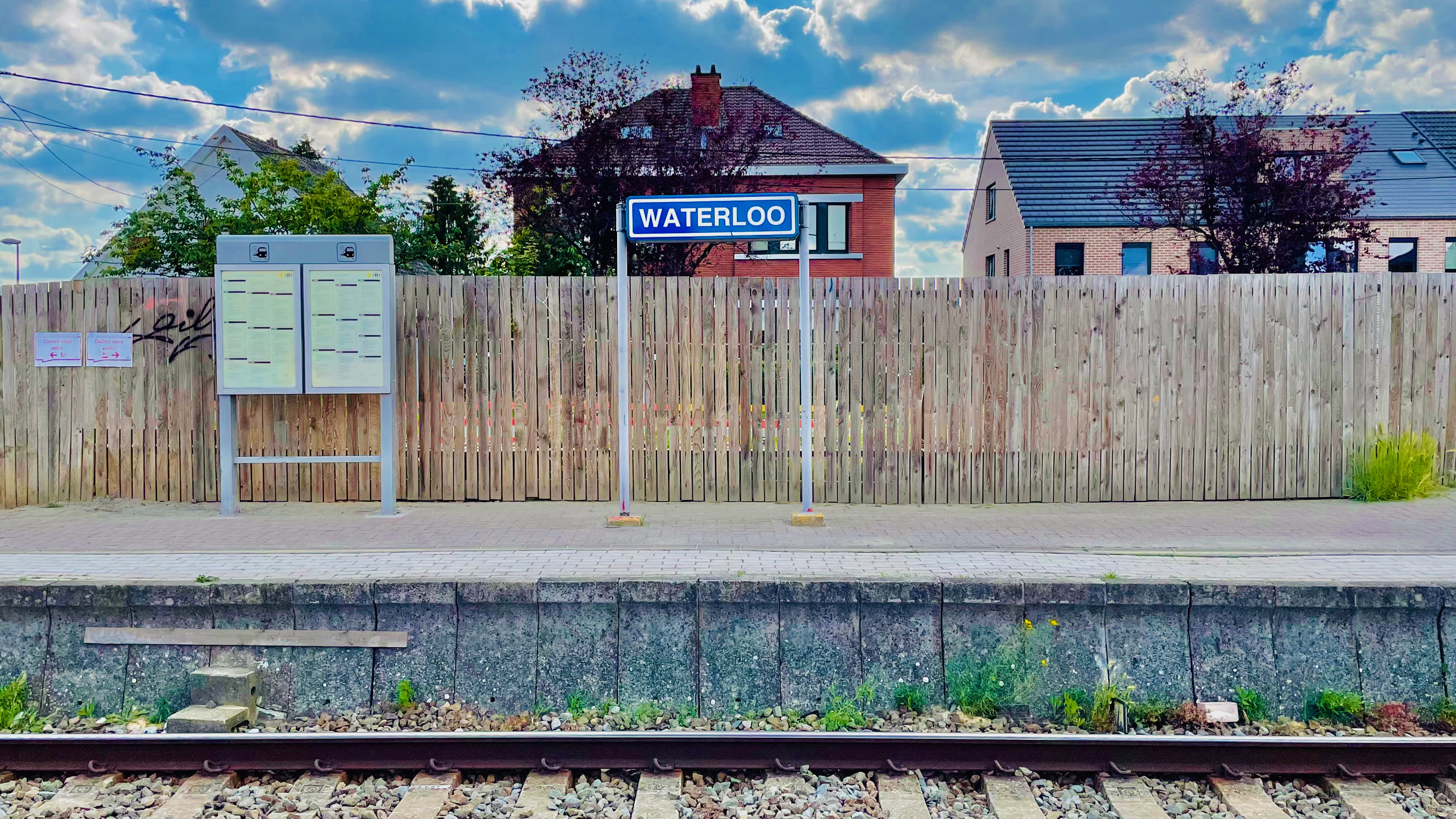
Naambord
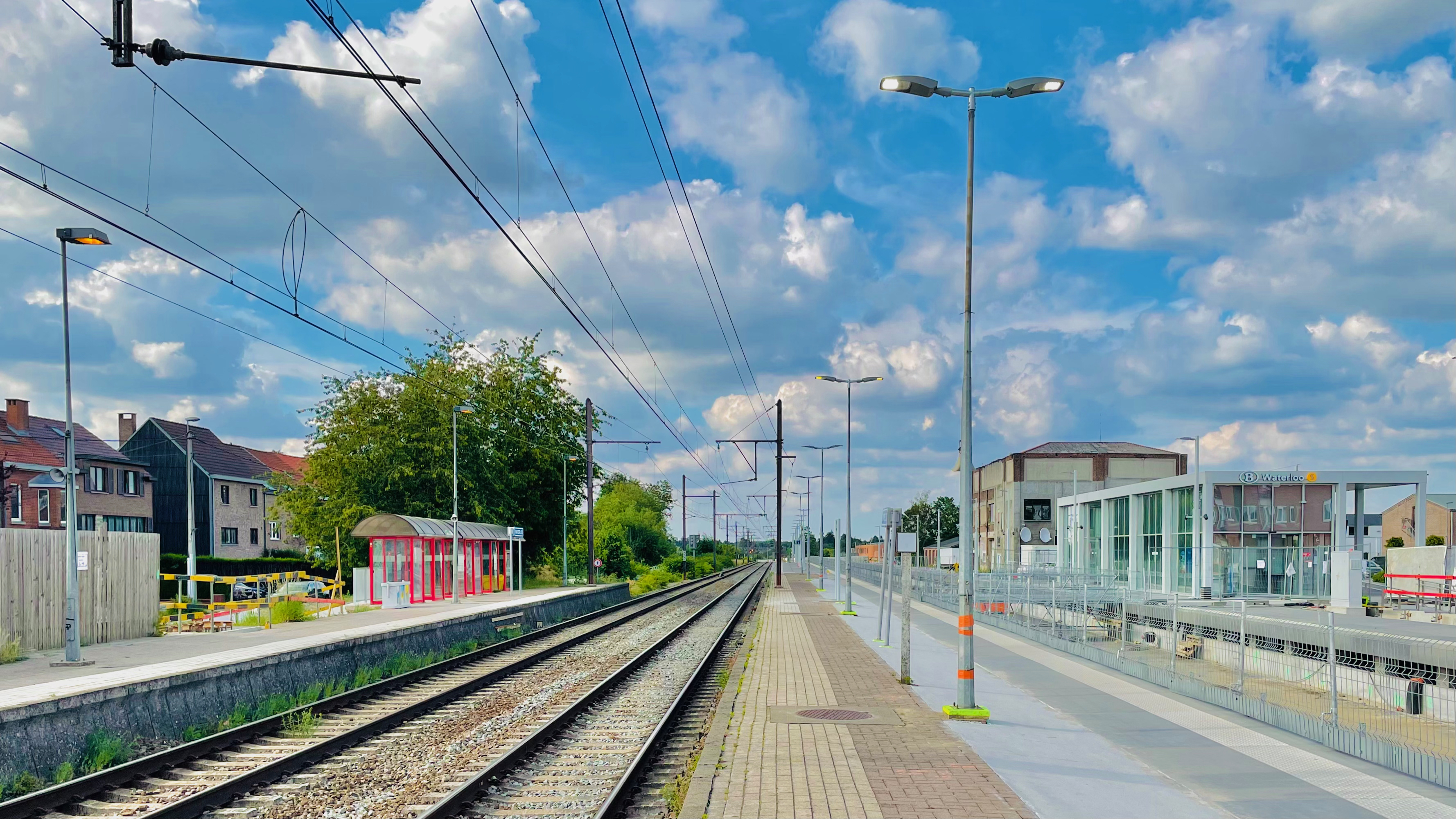
Zicht op de perrons
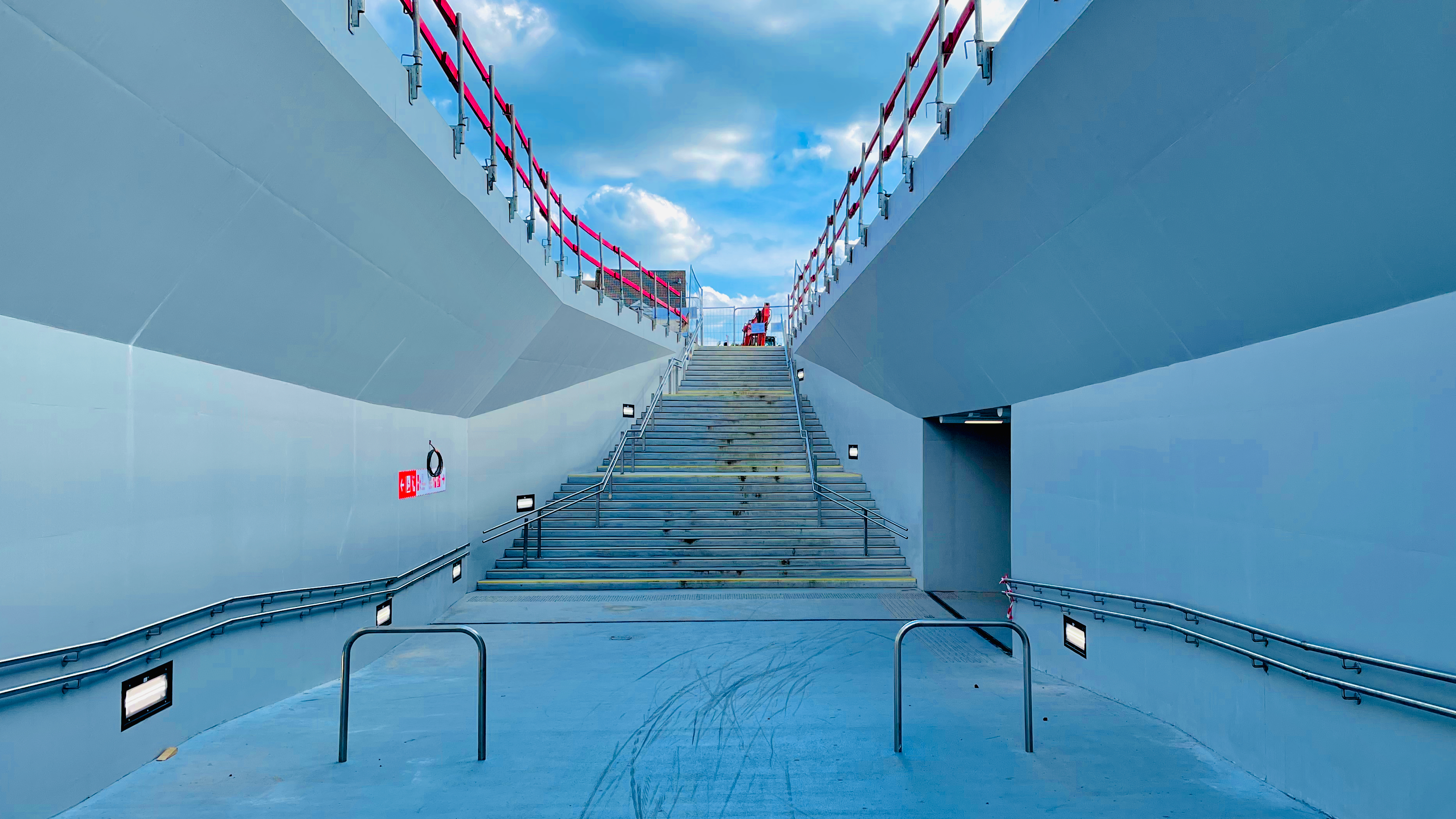
Doorgang

## Reizigerstellingen
De grafiek en tabel geven het gemiddeld aantal instappende reizigers weer op een week-, zater- en zondag.
| Tabel: aantal instappende reizigers station Waterloo | Tabel: aantal instappende reizigers station Waterloo | Tabel: aantal instappende reizigers station Waterloo | Tabel: aantal instappende reizigers station Waterloo |
|                                                      | Weekdag                                              | Zaterdag                                             | Zondag                                               |
| ---------------------------------------------------- | ---------------------------------------------------- | ---------------------------------------------------- | ---------------------------------------------------- |
| 1977                                                 | 1 904                                                | 498                                                  | 304                                                  |
| 1978                                                 | 1 987                                                | 735                                                  | 313                                                  |
| 1979                                                 | 1 951                                                | 506                                                  | 381                                                  |
| 1980                                                 | 1 902                                                | 491                                                  | 384                                                  |
| 1981                                                 | 2 017                                                | 537                                                  | 317                                                  |
| 1982                                                 | 1 833                                                | 463                                                  | 317                                                  |
| 1983                                                 | 1 768                                                | 474                                                  | 258                                                  |
| 1984                                                 | 1 483                                                | 453                                                  | 354                                                  |
| 1985                                                 | 1 553                                                | 376                                                  | 382                                                  |
| 1986                                                 | 1 478                                                | 377                                                  | 297                                                  |
| 1987                                                 | 1 646                                                | 456                                                  | 368                                                  |
| 1988                                                 | 1 587                                                | 395                                                  | 388                                                  |
| 1989                                                 | 1 676                                                | 425                                                  | 373                                                  |
| 1990                                                 | 1 771                                                | 449                                                  | 302                                                  |
| 1991                                                 | 1 949                                                | 554                                                  | 405                                                  |
| 1992                                                 | 2 029                                                | 537                                                  | 483                                                  |
| 1993                                                 | 2 084                                                | 547                                                  | 507                                                  |
| 1994                                                 | 1 528                                                | 225                                                  | -                                                    |
| 1995                                                 | 2 221                                                | 295                                                  | 292                                                  |
| 1996                                                 | 2 177                                                | 401                                                  | 220                                                  |
| 1997                                                 | 1 743                                                | 427                                                  | 263                                                  |
| 1998                                                 | 1 758                                                | 374                                                  | 243                                                  |
| 1999                                                 | 1 609                                                | 440                                                  | 238                                                  |
| 2000                                                 | 1 900                                                | 612                                                  | 322                                                  |
| 2001                                                 | 1 812                                                | 495                                                  | 281                                                  |
| 2002                                                 | 1 680                                                | 416                                                  | 293                                                  |
| 2003                                                 | 1 836                                                | 471                                                  | 328                                                  |
| 2004                                                 | 1 775                                                | 584                                                  | 342                                                  |
| 2005                                                 | 1 964                                                | 376                                                  | 269                                                  |
| 2006                                                 | 2 191                                                | 477                                                  | 416                                                  |
| 2007                                                 | 2 023                                                | 516                                                  | 348                                                  |
| 2008                                                 | -                                                    | -                                                    | -                                                    |
| 2009                                                 | 1 920                                                | 435                                                  | 318                                                  |
| 2010                                                 | -                                                    | -                                                    | -                                                    |
| 2011                                                 | -                                                    | -                                                    | -                                                    |
| 2012                                                 | 1 801                                                | 357                                                  | 271                                                  |
| 2013                                                 | 1 902                                                | 398                                                  | 439                                                  |
| 2014                                                 | 1 965                                                | 487                                                  | 463                                                  |
| 2015                                                 | 1 891                                                | 390                                                  | 442                                                  |
| 2016                                                 | 1 812                                                | 476                                                  | 423                                                  |
| 2017                                                 | 2 155                                                | 492                                                  | 456                                                  |
| 2018                                                 | 2 202                                                | 686                                                  | 437                                                  |
| 2019                                                 | 2 212                                                | 791                                                  | 516                                                  |
| 2020                                                 | 1 499                                                | 640                                                  | 387                                                  |
| 2021                                                 | -                                                    | -                                                    | -                                                    |
| 2022                                                 | 2 381                                                | 476                                                  | 306                                                  |
| 2023                                                 | 1 958                                                | 576                                                  | 293                                                  |
| 2024                                                 | 2 276                                                | 1 107                                                | 756                                                  |

0,0: Brussel-Zuid ·
2,1: Vorst-Oost ·
4,0: Ukkel-Stalle ·
5,6: Ukkel-Kalevoet ·
7,8: Linkebeek ·
9,1: Holleken ·
11,4: Sint-Genesius-Rode ·
12,6: De Hoek ·
15,5: Waterloo ·
18,8: Eigenbrakel ·
23,4: Lillois ·
28,1: Baulers ·
29,3: Nijvel ·
33,6: Bois-de-Nivelles ·
37,0: Obaix-Buzet ·
40,9: Luttre ·
43,4: La Chaussée ·
46,5: Courcelles-Motte ·
48,7: Roux ·
49,5: Monceau ·
52,9: Marchienne-au-Pont ·
53,7: Marchienne-Oost ·
55,9: Charleroi-Centraal